# Vicente Vega Arancibia
Vicente Alonso Vega Arancibia (Chile, 6 de mayo de 2004) es un futbolista chileno que juega en la posición de Defensa. Actualmente milita en Everton de la Primera División de Chile.

## Trayectoria
Realizó su formación de juvenil en el club Everton de Viña del Mar, y su debut profesional fue un partido disputado frente a Deportes Antofagasta por la fecha 14 del torneo de Primera División de Chile 2022. En agosto de 2023, firmó su primer contrato profesional, hasta diciembre de 2026.

## Selección nacional
Fue convocado por el entrenador Eduardo Berizzo para ser parte de la sub-23, en el microciclo preparatorio para los Juegos Panamericanos de 2023.

## Estadísticas

### Clubes
| Club            | Div.          | Temporada     | Liga  | Liga  | Copas nacionales | Copas nacionales | Torneos internacionales | Torneos internacionales | Total | Total |
| Club            | Div.          | Temporada     | Part. | Goles | Part.            | Goles            | Part.                   | Goles                   | Part. | Goles |
| --------------- | ------------- | ------------- | ----- | ----- | ---------------- | ---------------- | ----------------------- | ----------------------- | ----- | ----- |
| Everton · Chile | 1.ª           | 2022          | 1     | 0     | —                | —                | —                       | —                       | 1     | 0     |
| Everton · Chile | 1.ª           | 2023          | 10    | 0     | 2                | 0                | —                       | —                       | 12    | 0     |
| Everton · Chile | 1.ª           | 2024          | 5     | 0     | 2                | 0                | —                       | —                       | 7     | 0     |
| Everton · Chile | Total club    | Total club    | 16    | 0     | 4                | 0                | 0                       | 0                       | 20    | 0     |
| Total carrera   | Total carrera | Total carrera | 16    | 0     | 4                | 0                | 0                       | 0                       | 20    | 0     |
| 1. 2.           |               |               |       |       |                  |                  |                         |                         |       |       |